# Geertgen tot Sint Jans
Geertgen tot Sint Jans, també conegut com a Geertgen van Haarlem (Leiden, 1460-1465 - Haarlem, 1490-1495) Gerrit van Haarlem, Gerrit Gerritsz, Gheertgen, Gerrit van Haarlem, Gerrit Gerritsz, Gheertgen, Geerrit, o Gheerrit. va ser un pintor del nord dels Països Baixos en el Sacre Imperi Romanogermànic. No hi ha documentació contemporània de la seva vida, i la notícia publicada més primerenca és de l'any 1604, per Karel van Mander a la seva obra Het schilder-boeck.
Segons Van Mander, Geertgen probablement va ser un alumne d'Albert van Ouwater, el qual va ser un dels primers pintors d'oli al nord dels Països Baixos. Tots dos pintors vivien en la ciutat de Haarlem, a on Geertgen es va fer membre de l'orde dels Cavallers de Sant Joan, potser com un germà llec, per als que va pintar un retaule. Al llibre de Van Mander s'afirma que Geertgen va prendre el nom de Sant Joan sense unir-se a l'orde, per la qual cosa el seu cognom "tot Sint Jans" es deriva del nom de l'orde.

## Història
La consideració de Leyden com el seu lloc de naixement es remunta a un gravat del segle xvii en el que el gravador, Jacob van Matham, així l'aferma. No hi ha cap evidència documental d'aquest extrem. La moderna acceptació d'aquesta idea es pot remuntar aproximadament fins a una dissertació de Kessler als anys 1920. L'evidència de les dates de naixement i mort són igualment problemàtiques. Els estudiosos moderns usen el volum de Van Mander per intentar calcular la mort de l'artista, però no és de cap manera segur. Alguns rastres documentals suggereixen que, de fet, va viure en el segle xvi.
La seva vida, suposadament curta, de tot just 28 anys, i la seva limitada producció han fet que sigui poc conegut. La seva «obscuritat» és també el resultat que Erwin Panofsky considerés Geertgen com un dels «més grans mestres menors» en el seu llibre Pintura Holandesa Primitiva. També el nombre d'obres que se li atribueixen -que varien entre 12 i 16- és en disputa i els erudits que estudien a l'artista (Kessler, Boon, Snyder, Chatelet, Fiero, Koch) han emprat gran part del temps intentant afegir o treure obres de la llista. Una de les obres més controvertides és l'anomenat Arbre de Jesé, al Rijksmuseum d'Amsterdam. Fins fa poc, era atribuït a Jan Mostaert però actualment s'assigna al «Cercle de Geertgen tot Sint Jans».
Escrivint més de cent anys després de la mort de Geertgen, l'exactitud de la informació és desconeguda, però Mander afirma que va ser deixeble d'Albert van Ouwater i també consigna la creació d'una de les seves més famoses pintures, La llegenda de les relíquies de Sant Joan Baptista. La mateixa era part d'un tríptic més gran per a un altar dels Cavallers de Sant Joan a Haarlem. Va ser destruït durant el setge de Haarlem el 1573, però s'han salvat algunes parts. La secció que queda, de fet, sembla correspondre a dues parts de la mateixa ala, serrades. Les escenes que han sobreviscut mostren diversos episodis de la història en una mateixa imatge, i són escenes bíbliques. Com és típic de l'art de l'època, es va fer primàriament en[panys panells de roure amb pintura a l'oli, realitzada mesclant pigments amb oli. Això permetia al pintor treballar mitjançant capes de pintura per proporcionar diferents efectes visuals. Geertgen tot Sint Jans destaca sobretot «pels sorprenents efectes lluminosos i l'acusat sentit plàstic que d'ells deriva, a part de l'originalitat de les composicions i dels trets de les figures representades».

## Obres

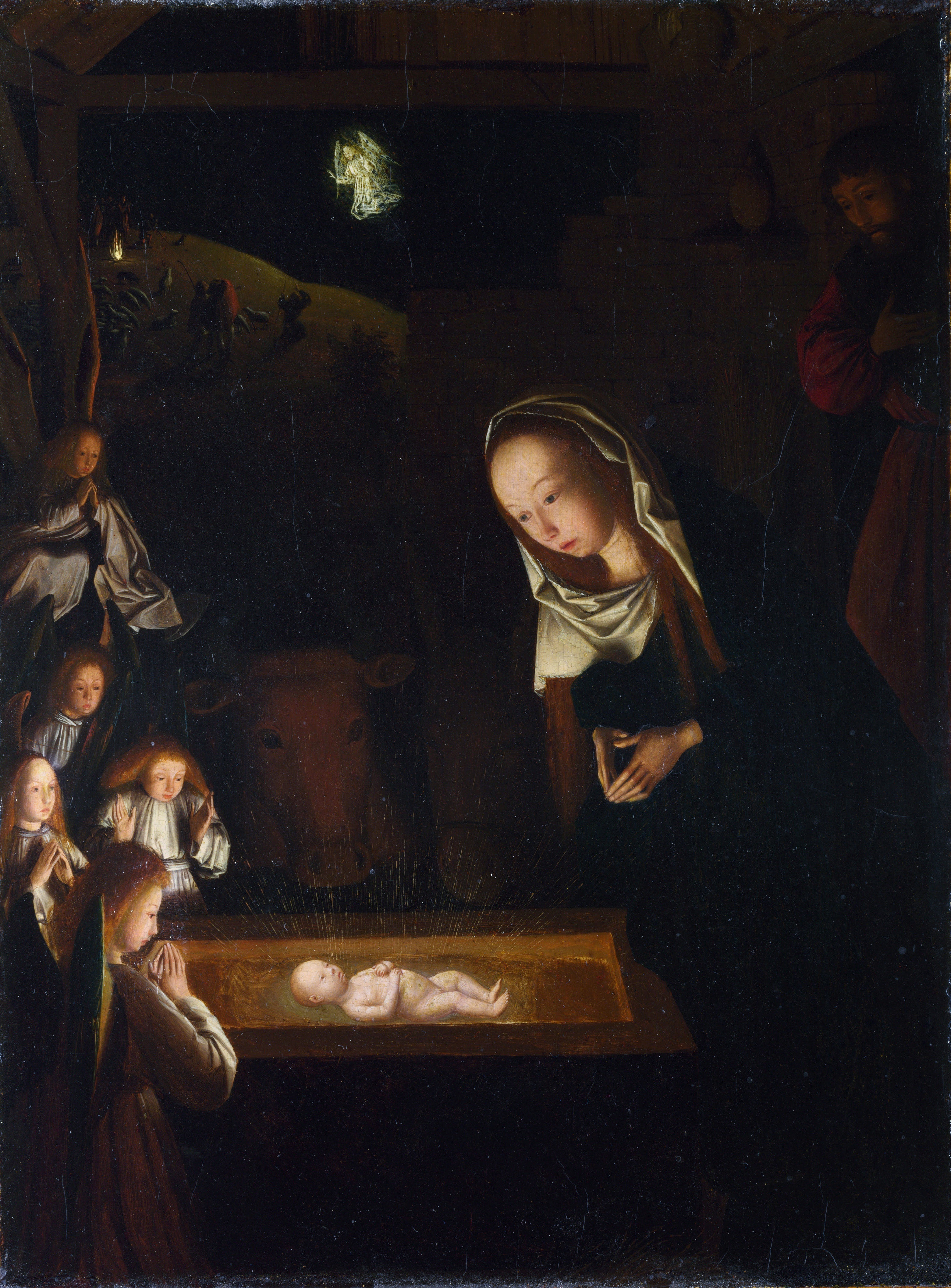
Nativitat, circa 1490, National Gallery de Londres.

Les seves pintures poden veure's a Amsterdam (Rijksmuseum), Viena (Museu d'Història de l'Art de Viena) i Berlín (Gemäldegalerie) entre altres museus.
- Milà, Pinacoteca Ambrosiana, Mare de Déu amb l'Infant, c. 1476, 12 x 9
- Amsterdam, Rijksmuseum, La família de la Mare de Déu, c. 1485, 137 x 105
- Amsterdam, Rijksmuseum, L'arbre de Jesé, c. 1485, 89 x 59, atribuït
- Praga, Museo Nacional, L'adoració dels Mags, c. 1485, 111 x 69
- París, Louvre, La resurrecció de Llàtzer, c. 1485
- Viena, Kunsthistorisches Museum, Els ossos del Baptista, c. 1485, 175 x 139
- Viena, Kunsthistorisches Museum, El lament de Crist, c. 1485, 175 x 139
- Rotterdam, Museu Boijmans Van Beuningen, Mare de Déu amb l'Infant, c. 1485, 27 x 20
- Sant Petersburg, Ermitage, Sant Bavó[Enllaç no actiu], c. 1485, 36 x 30, atribuido
- Londres, National Gallery, Natividad, 1485 - 1490, 34 x 25
- Edimburg, National Gallery of ScotlandCrucifixió[Enllaç no actiu], 1487, 24 x 18
- Amsterdam, Rijksmuseum, L'adoració' dels Mags, c. 1490, 90 x 70
- Berlín, Staatliche Museen, Sant Joan Baptista, c. 1490, 42 x 28
- Utrecht, Aartsbisschoppelijke Museum, Varó de dolors, c. 1490, 26 x 25